# Clive Kilmister
Clive Kilmister   (Epping, 3 de gener de 1924 - Lewes, 2 de maig de 2010) va ser un físic i matemàtic britànic.

## Vida i obra
Kilmister es va matricular a la universitat Queen Mary de Londres el 1942, en acabar els estudis secundaris, però el 1944 es va incorporar a treballar a l'empresa de defensa i telecomunicacions Plessey, participant així en l'esforç de guerra durant la Segona Guerra Mundial. El 1947 va retornar als seus estudis i el 1950 va obtenir el doctorat amb una tesi relacionada amb els treballs d'Arthur Eddington. Les teories d'Eddington va ser resultar ser el seu principal camp de estudi.
El 1950 va ser nomenat professor del King's College de Londres, institució en la qual va romandre fins a la seva retirada el 1984. També va ser catedràtic de geometria del Gresham College des de 1972 fins a 1988. El professor Kilmister va ser molt actiu en el camp de la recerca en teoria de la relativitat i en mecànica quàntica, creant grups de treball molt influents en física discreta i en teoria gravitacional. A ell se li deuen notables aportacions com l'equació de Kilmister.
El 1994 va publicar un influent llibre d'història científica, reconstruint les argumentacions d'Eddington.